# Leopard Pro Cycling/Saison 2016
Dieser Artikel listet die Mannschaft und die Erfolge des Leopard Pro Cycling in der Saison 2016 auf.

## Abgänge – Zugänge
| Zugänge                      | Team 2015                     | Abgänge           | Team 2016       |
| ---------------------------- | ----------------------------- | ----------------- | --------------- |
| Jan Brockhoff                | AWT greenway                  | Kevin Feiereisen  | Unbekannt       |
| Aksel Nõmmela                | Neoprofi                      | Kristian Haugaard | ColoQuick-Cult  |
| Fábio Silvestre              | Trek Factory Racing           | Marco König       | Unbekannt       |
| Joël Zangerlé                | Cult Energy Pro Cycling       | Wiktor Manakow    | Gazprom-RusVelo |
| Carmelo Foti (ab 25. Mai)    | Neoprofi                      | Luc Turchi        | Unbekannt       |
| John Mandrysch (ab 22. Juli) | Christina Jewelry Pro Cycling | Matthias Plarre   | Unbekannt       |
| Pit Leyder (ab 25. Mai)      | Neoprofi                      |                   |                 |

## Mannschaft
| Teamkader 2016                                             | Teamkader 2016     | Teamkader 2016 | Teamkader 2016                         |
| Name                                                       | Geburtsdatum       | Land           | Vorheriges Team                        |
| ---------------------------------------------------------- | ------------------ | -------------- | -------------------------------------- |
| Jan Brockhoff                                              | 3. Dezember 1994   | Deutschland    | AWT-Greenway (2015)                    |
| Jan Dieteren                                               | 12. April 1993     | Deutschland    | Stölting (2014)                        |
| Carmelo Foti (25. Mai–31. Dez.)                            | 12. September 1994 | Italien        | Viris Maserati-Sisal Matchpoint (2015) |
| Alexander Krieger                                          | 28. November 1991  | Deutschland    | Team Stuttgart (2014)                  |
| Pit Leyder (25. Mai–31. Dez.)                              | 11. Januar 1997    | Luxemburg      |                                        |
| John Mandrysch (22. Jul.–31. Dez.)                         | 18. Oktober 1996   | Deutschland    | MLP Bergstraße (2015)                  |
| Massimo Morabito                                           | 25. Februar 1993   | Luxemburg      |                                        |
| Aksel Nõmmela                                              | 22. Oktober 1994   | Estland        | Probikeshop Saint-Étienne Loire (2015) |
| Patrick Olesen                                             | 9. Oktober 1994    | Dänemark       | Trefor (2013)                          |
| Pit Schlechter                                             | 26. Oktober 1990   | Luxemburg      | Continental Team Differdange (2010)    |
| Fábio Silvestre                                            | 25. Januar 1990    | Portugal       | Trek Factory Racing (2015)             |
| Laurent Vanden Bak                                         | 2. Oktober 1989    | Belgien        | An Post-ChainReaction (2014)           |
| Tom Wirtgen                                                | 4. März 1996       | Luxemburg      | UC Dippach (2014)                      |
| Joël Zangerle                                              | 11. Oktober 1988   | Luxemburg      | Cult Energy (2015)                     |
|                                                            |                    |                |                                        |
| Quellen: ProCyclingStats Cycling Quotient Cycling Archives |                    |                |                                        |